# Dominik Markl
Dominik Markl SJ (* 1979 in Sistrans) ist Jesuit und Professor für Alttestamentliche Bibelwissenschaft an der Universität Innsbruck.

## Leben
Dominik Markl studierte Theologie und Philosophie an der Universität Innsbruck und absolvierte das Theologische Studienjahr in Jerusalem. Nach seiner verfassungstheoretisch ausgerichteten Dissertation zum Dekalog forschte er als Research Fellow der Alexander von Humboldt-Stiftung bei Eckart Otto an der Ludwig-Maximilians-Universität München. Mit einer Arbeit zum Buch Deuteronomium habilitierte sich Markl an der Universität Innsbruck. Zwei Jahre lehrte er am Heythrop College, University of London, anschließend am Hekima University College (Nairobi, Kenia) sowie an der Jesuit School of Theology der Santa Clara University in Berkeley (Kalifornien). Von 2013 bis 2023 lehrte er am Päpstlichen Bibelinstitut in Rom Altes Testament/Hebräische Bibel. Als Gastprofessor hielt er Lehrveranstaltungen an der Ateneo de Manila University (Manila, Philippinen), der Universität Innsbruck sowie 2022 als Visiting Professor und Jesuit Chair an der Georgetown University (Washington, DC). Seit 2023 ist er Professor für Bibelwissenschaft des Alten Testaments an der Universität Innsbruck.

## Wirken
Markl ist Autor und Herausgeber zahlreicher Veröffentlichungen im Bereich der biblischen Exegese, besonders zum Pentateuch. Seine Forschung befasst sich mit Theorien zu kulturellem Gedächtnis, kulturellem Trauma, Transgenerationalität sowie Massengewalt. Er ist Herausgeber für den Bereich Altes Testament der Fachzeitschrift Biblica und Mitherausgeber der Beihefte zur Zeitschrift für Altorientalische und Biblische Rechtsgeschichte.
Gemeinsam mit dem Zeithistoriker Niko Hofinger analysierte und edierte er die Erinnerungen von Leokadia Justman.

## Auszeichnungen
- 2007: Kardinal-Innitzer-Förderungspreis für Theologie

## Schriften (Auswahl)
- Dominik Markl: Der Dekalog als Verfassung des Gottesvolkes: die Brennpunkte einer Rechtshermeneutik des Pentateuch in Exodus 19-24 und Deuteronomium 5 (= Herders biblische Studien; Herder's biblical studies. Band 49). Herder, Freiburg; New York 2007, ISBN 978-3-451-29475-4.
- Georg Fischer, Dominik Markl: Das Buch Exodus (= Neuer Stuttgarter Kommentar - Altes Testament. Nr. 2). Verlag Katholisches Bibelwerk, Stuttgart 2021, ISBN 978-3-460-07021-9.
- Dominik Markl: Gottes Volk im Deuteronomium. Harrassowitz, Wiesbaden 2012, ISBN 978-3-447-06763-8.
- The Decalogue and its cultural influence (= Hebrew Bible monographs. Nr. 58). Sheffield Phoenix Press, Sheffield 2013, ISBN 978-1-909697-06-5.
- The Fall of Jerusalem and the Rise of the Torah (= Forschungen zum Alten Testament. Nr. 107). 1.  Auflage. Mohr Siebeck, Tübingen 2018, ISBN 978-3-16-155014-0.
- Lorraine Justman-Wiśnicki: Brechen wir aus! Als polnische Jüdin auf der Flucht in Tirol (= Veröffentlichungen des Innsbrucker Stadtarchivs. Neue Folge 81). 2.  Auflage. Tyrolia-Verlag, Innsbruck Wien 2025, ISBN 978-3-7022-4275-6.